# Petrolisthes virgatus
Petrolisthes virgatus is een tienpotigensoort uit de familie van de Porcellanidae. De wetenschappelijke naam van de soort is voor het eerst geldig gepubliceerd in 1875 door Paulson.